# Elmenteita Badlands

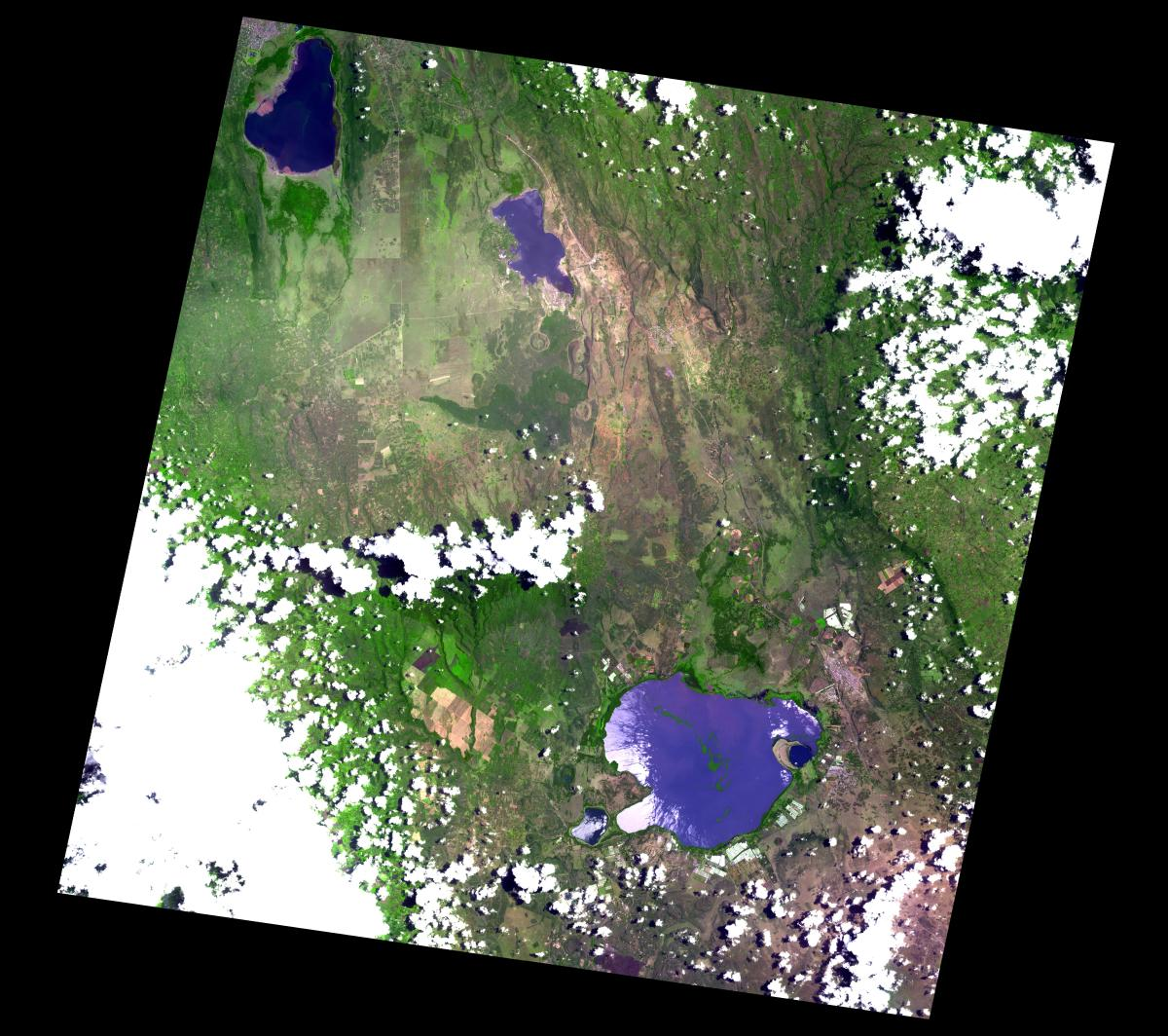
Satellitenbild des Gebietes von ASTER

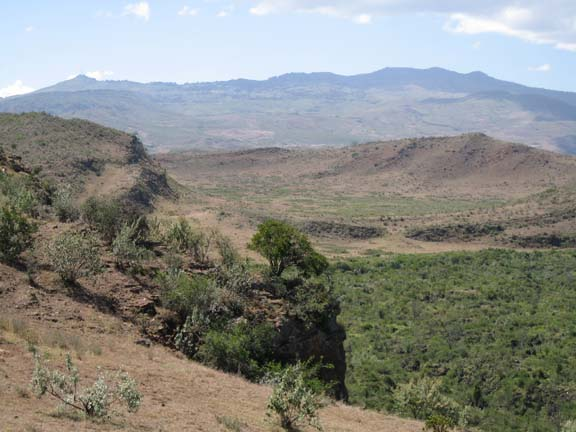
Blick nach Süden von Eburru über die Badlands

Die Elmenteita Badlands, auch Otutu Forest oder Ututu Forest, sind ein Lavafluss in Kenia, der eine Fläche von etwa 36 km² bedeckt. Die letztere Namensgebung resultiert aus der früher dichten Bewaldung mit einem Trockenwald aus Wacholderarten („cedar trees“) und Leleshwa-Sträuchern (Tarchonanthus camphoratus).
Das Land gehört Njenga Karume, der es 1980 von Arthur Cole kaufte. Dieser wiederum hatte es 1968 als Weideland minderer Qualität von Digby Tatham-Warter gekauft. Das Land ist wegen seiner von dichtem Busch bewachsenen Lavablöcke weder für den Pflanzenbau noch für die Viehhaltung gut geeignet.

## Geografie
Die Landschaft liegt auf dem kenianischen Teil des ostafrikanischen Grabenbruches, ist im Wesentlichen deckungsgleich mit dem gleichnamigen Vulkan, von dem zahlreiche Aschenkegel aus dem Holozän zu sehen sind. Der höchste von ihnen ist 2126 m hoch. Das Gebiet liegt zwischen dem Lake Elmenteita und dem Vulkan Ol Doinyo Eburru an der Südgrenze des Schutzgebietes Soysambu. Zu den größeren Gipfeln gehören der „Horseshoe Crater“ und der „Scout Hat Hill“. Es gibt einige Lavatunnel, die Zeichen prähistorischer Besiedelung zeigen. Bei rudimentären Ausgrabungen durch Einheimische wurden Mahlsteine und Steinschüsseln gefunden. Die Höhlen wurden bei den Unruhen anlässlich der Wahlen 2008 von Flüchtlingen als Unterschlupf genutzt.
Geologisch liegt der Vulkan am Südende des Nakuru-Elmenteita-Basins, das im Norden von der 2278 m hohen Menengai Caldera und im Süden von dem Vulkan Mount Eburru begrenzt wird. Im tiefsten Teil der Senke befinden sich der Lake Nakuru (1770 m) und der Lake Elmenteita (1786 m).
Eruptionen des Lemulug Cone fanden zuletzt zwischen 10.390 und 12.579 Jahren, beim Katerit Cone vor 9.650 bis 11.806 Jahren statt. Heute sind keine Erdbebentätigkeit oder Eruptionen zu beobachten.

## Besiedlung
Seit den 1980er Jahren wurde das Gebiet als Rückzugsort von Flüchtlingen stark zerstört. Zu den üblichen Erwerbszweigen gehören die Zerstörung des verbleibenden Waldes durch Köhlerei, Wilderei und Schwarzbrennerei des in Kenia beliebten Changaa. Am Nordostende des Gebietes befindet sich ein „Soko Mjinga“ („Narrenmarkt“) genannter Handelsplatz für diese Produkte.
Die Lebensbedingungen im Otutu Forest haben zum Ausbruch von Leishmaniose geführt, die von den zahlreich vorhandenen Sandfliegen und Klippschliefern übertragen werden. Die einzigen Wasserquellen vieler Bewohner sind einige kleine Fumarolen entlang der zur Straße umfunktionierten ehemaligen Bahnlinie an der Ostgrenze des Gebietes. Die Bahnlinie verlief bis 1945 zwischen Elmenteita und Gilgil, wurde dann aber verlegt. Der ehemalige Bahnhof Eburru an der Grenze des Gebietes ist bekannt für die Herstellung von Dampfkondensatoren aus Ölfässern und Wellblech, mit denen die Bewohner aus den Fumarolen Wasser gewinnen.
Eine touristische Luxus-Lodge, nach einer Felsformation Mawe Mbili genannt, befindet sich am Hang des „Scout Hat Hill“. Das Wasser wird hier mit Plastikplanen aus Niederschlägen aufgefangen und auch aus einem Tiefbrunnen gewonnen, der alkalisches Wasser mit über 50 °C bei einem pH-Wert von fast 8 liefert.